# Funció zeta
Una funció zeta (o funció ζ) és una funció formada per una suma d'infinites potències, o sigui que es pot expressar mitjançant una sèrie de Dirichlet:
{\displaystyle \zeta (s)=\sum _{k=1}^{\infty }f(k)^{s}}
Hi ha diverses funcions matemàtiques que reben el nom de funció zeta, anomenades així per la lletra grega ζ: 
- Funció zeta d'Airy
- Funció zeta d'Arakawa–Kaneko
- Funció zeta aritmètica
- Funció zeta d'Artin-Mazur
- Funció zeta de Barnes
- Funció zeta de Dedekind
- Funció zeta d'Epstein
- Funció zeta de Goss
- Funció zeta d'Hasse-Weil
- Funció zeta de Hurwitz
- Funció zeta d'Ihara
- Funció zeta d'Igusa
- Funció zeta de Lefschetz
- Funció zeta de Lerch
- Funció zeta local
- Funció zeta de Matsumoto
- Funció zeta de Minakshisundaram-Pleijel
- Funció zeta motívica
- Funció zeta múltiple
- Funció zeta p-àdica
- Funció zeta primer
- Funció zeta de Riemann
- Funció zeta de Ruelle
- Funció zeta de Selberg
- Funció zeta de Shintani
- Funció zeta de Weierstrass
- Funció zeta de Witten

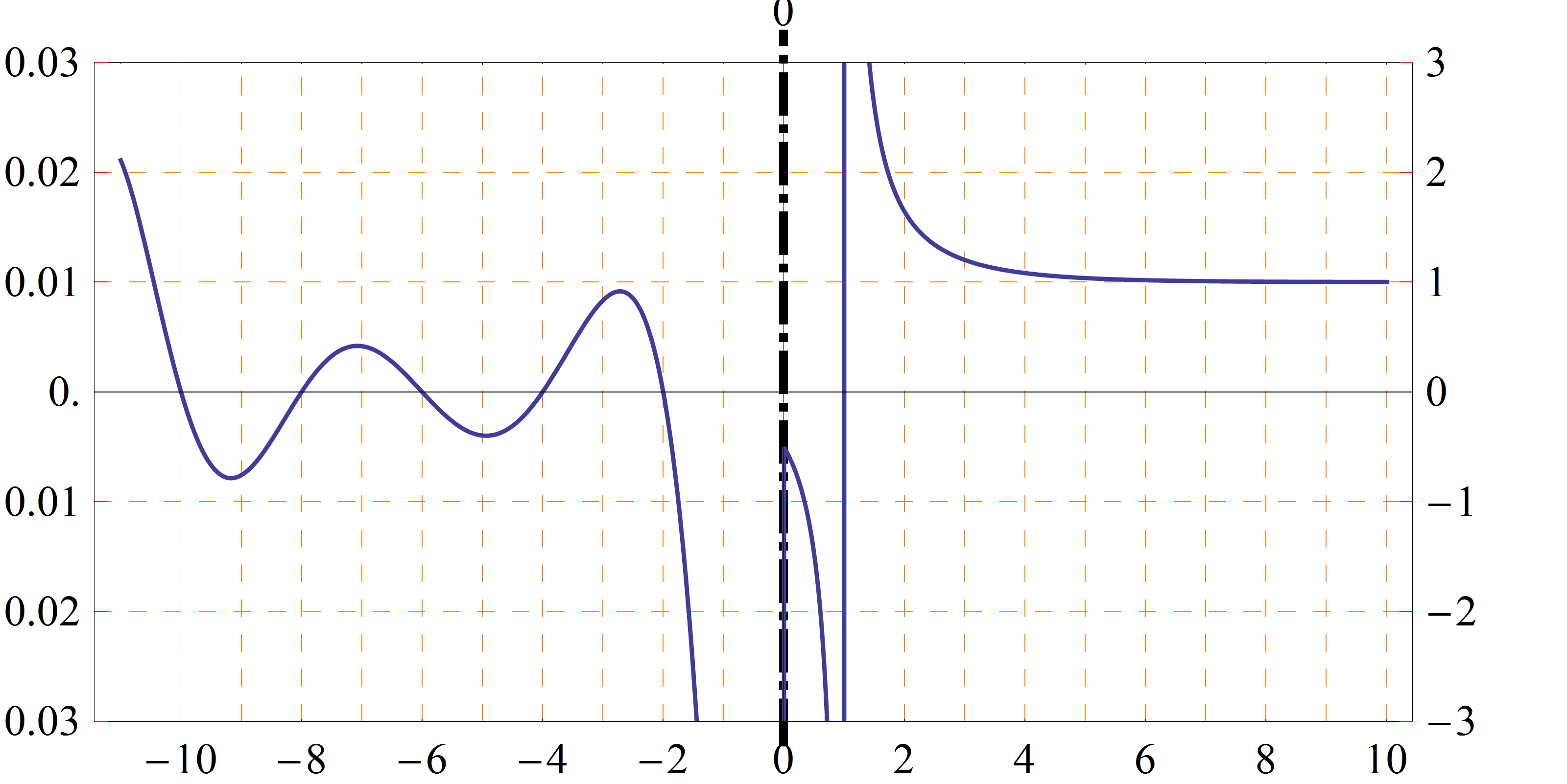
Representació gràfica de la funció zeta de Riemann

Moltes d'aquestes funcions zeta estan íntimament relacionades i involucren una sèrie d'importants relacions entre elles. Hi ha consens entre els matemàtics que segurament existeix una teoria general que permetria unificar la majoria de la teoria de funcions zeta i sèries de Dirichlet; però al dia d'avui no s'ha descobert encara la naturalesa d'aquesta teoria general.
El teorema de Taniyama-Shimura és un dels avenços més recents en la direcció d'una comprensió generalitzada. Conjectures famoses relacionades inclouen la conjectura d'Artin, la conjectura de Birch i Swinnerton-Dyer i la 
hipòtesi de Riemann.
La teoria de les funcions L hauria de contenir la teoria de les funcions zeta; una funció L és potencialment un tipus «estrany o retorçat» de funció zeta. La classe S de Selberg és un intent de definir les funcions zeta axiomàticament, de manera que sigui possible estudiar les propietats de la classe, i així poder classificar als elements de la classe.
Malgrat que sona semblant, no s'han de confondre la funció zeta (ζ) amb la funció eta (η).